# Hurra, ein Junge
„Hurra, ein Junge“ ist ein Schwank in drei Akten von Franz Arnold und Ernst Bach.

## Uraufführung und andere Fassungen
Die Uraufführung fand am 22. Dezember 1926 im Berliner Lustspielhaus statt. Es existieren die Dialektfassungen „Hurra, een Jung“ (niederdeutsch) von Ingrid Waldau-Andersen und „Juchhe, a Bua“ (bayerisch) von Franz Geisenhofer. Das Stück spielt in allen Akten im Haus des Anwalts innerhalb eines Tages.

## Personen
Die Namen der Personen ändern sich teilweise durch die Regie. In der Filmadaption von 1953 sind sie benannt als:
- Prof. Waldemar Weber
- Henni Weber, dessen Ehefrau
- Fritz Pappenstiel, Adoptivsohn von Prof. Weber
- Dr. Kurt Wehling, Rechtsanwalt
- Anni, Dienstbotin
- Geheimrat Theodor Nathusius, Schwiegervater von Prof. Weber
- Mathilde Nathusius, Schwiegermutter

## Handlung
Prof. Weber ist ein jungverheirateter Anwalt, dessen strenger Schwiegervater den Wunsch hat, Großvater zu werden, denn in seiner Position als sittenstrenger Minister ist es unumgänglich, die familiären Werte und Pflichten zu erfüllen. Diesem Wunsch kamen seine Tochter und Schwiegersohn bisher nicht nach. Als der Besuch der Schwiegereltern ansteht, wird der Professor mit seiner Vergangenheit konfrontiert. Sein adoptierter Sohn steht vor der Tür und möchte die neue Familie seines Vaters kennenlernen. Gottfried (Fritz) ist nicht nur doppelt so alt wie sein Vater, sondern von Beruf auch Schmierenkomödiant. Prof. Weber möchte dieses Familiengeheimnis verbergen. Es müssen allerhand Lügen erfunden und Verwandlungen durchgemacht werden, bis die Verwicklungen gelöst sind und alle wieder eine traute Familie werden.

## Medien
Das Stück erfuhr bisher fünf Verfilmungen:
- 1931 unter Regisseur Georg Jacoby mit Lucie Englisch[3]
- 1933 eine britische Version unter dem Titel It's a Boy! mit Edward Everett Horton[4]
- 1953 unter Regisseur Ernst Marischka mit Theo Lingen[5]
- 1966 als Fernsehfassung von Klaus Wagner mit Harry Wüstenhagen[6]
- 1961 unter dem Titel Ach Egon! von Regisseur Wolfgang Schleif mit Heinz Erhardt[7]
- Es existiert eine Aufzeichnung aus den Wiener Kammerspielen aus dem Jahr 1979 als DVD. In dieser Inszenierung spielen Maxi Böhm und Heinz Marecek die Hauptrollen, Regie führte Peter Loos. Zudem spielen mit Christine Böhm, Franz Muxeneder, Gretl Elb, Christian Futterknecht, Marianne Chappuis und Ingold Platzer.